# 자동판매기마켓코리아
자동판매기마켓코리아(vending market, 대표자 조유진)는 2020년 1월 13일, 설립된 자동판매기(자판기) 부품 쇼핑몰이며, 현재 통신판매업 신고를 마쳤다. 2020년 1월 16일 <자동판매기네트워크신문사> 보도에 따르면, 자동판매기마켓코리아는 카드결제, 네이버페이 결제 등을 지원할 예정으로 알려졌다.